# Kobiety w nauce

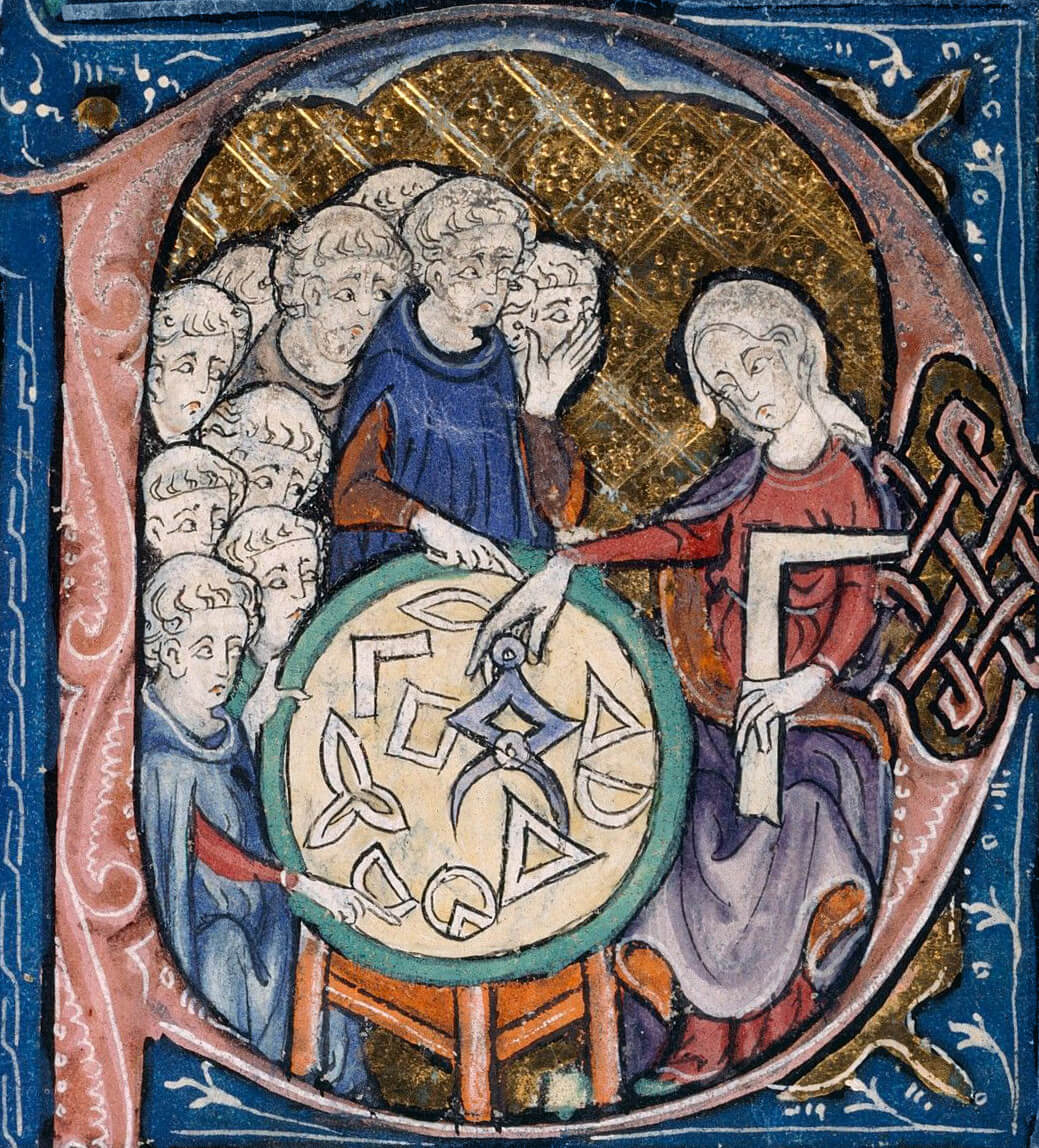
Kobieta nauczająca geometrii. Ilustracja ze średniowiecznego tłumaczenia „Elementów” Euklidesa (ok. 1310)

Udział kobiet w działalności naukowej odróżnia się od udziału mężczyzn w wielu aspektach, m.in.: mniejszym zaangażowaniem w działalność naukową w każdej epoce (także współcześnie), preferowaniem przez kobiety określonych dziedzin naukowych, mniejszą obecnością kobiet na eksponowanych stanowiskach naukowych itp. Te zjawiska były przedmiotem zainteresowania w Europie już w średniowieczu (np. Christine de Pisan), a od XVIII w. (np. Jean Condorcet) stały się przedmiotem badań i rozważań różnych dziedzin nauki np. historii kobiet, psychologii, socjologii, antropologii, filozofii, kulturoznawstwa, czy badań gender. Wnioski wysnute na tej podstawie nie są do dzisiaj powszechnie akceptowane i niekiedy są uznawane za kontrowersyjne.
Dopiero w XX wieku większość uniwersytetów przestała przyjmować w grono studentów wyłącznie mężczyzn. Do tego czasu kobiety były wykluczone z edukacji akademickiej. Do połowy XIX w. dominował pogląd, że przyczyną mniejszego udziału kobiet w nauce są ich cechy biologiczne i psychiczne (determinizm biologiczny; zob. też: hipoteza o wyższości mężczyzn), które miały powodować ich mniejsze zdolności do zajmowania się działalnością naukową. Nieliczne przykłady znanych kobiet naukowców uznawano wówczas za wyjątek, potwierdzający ogólną regułę. Obecnie przeważa pogląd, że podstawową przyczyną są uwarunkowania społeczne, kulturowe i religijne (determinizm kulturowy; zob. też: zjawisko Matyldy), które w różny sposób ograniczają kobietom możliwość zajmowania się działalnością naukową i osiągania sukcesów w tej dziedzinie.
Kobiety wnosiły swój wkład do rozwoju nauki od najdawniejszych czasów, niemniej ich udział nie zawsze był dostrzegany. Historycy zainteresowani tematem naświetlili przyczyny tego, a także bariery, które musiały pokonać i strategie, które musiały przyjąć, aby ich prace były zaakceptowane przez środowiska naukowe. Te zaś, aż do połowy XIX w., a nawet znacznie później okazywały się niejednokrotnie sceptyczne co do możliwości uczestnictwa kobiet w działalności naukowej.

## Starożytność
Zaangażowanie kobiet w dziedzinie medycyny zostało potwierdzone już w niektórych wczesnych cywilizacjach. Agamede była wspomniana przez Homera jako uzdrowicielka w starożytnej Grecji. Agnodike była pierwszą znaną lekarką, praktykującą w IV w. p.n.e. w Atenach.
W starożytnej Grecji studia filozofii przyrody były dla kobiet dostępne. Przykłady uczonych kobiet to Aglaonike, znana z przewidywania zaćmień, a także Teano, matematyczka, uczennica (i prawdopodobnie żona) Pitagorasa. Wiadomo też, że w skład jednej ze szkół założonych przez Pitagorasa wchodziło wiele kobiet.
Kilka kobiet jest znanych w dziedzinie proto-nauki alchemii w Aleksandrii około I wieku n.e. (w dzisiejszych czasach alchemię zalicza się raczej do pseudonauki). Najbardziej znanej, Marii Żydówce, przypisuje się wynalezienie kilku instrumentów chemicznych, np. kąpieli wodnej (zwanej również bain-maire od jej imienia) i pewnego rodzaju retorty.
Hypatia z Aleksandrii (ok. 370–415) była córką Teona z Aleksandrii, uczonego i dyrektora słynnej Biblioteki Aleksandryjskiej. Jest autorką dzieł z geometrii, algebry. Jej to przypisuje się wynalezienie areometru, astrolabium oraz przyrządu do destylacji wody.

## Europa średniowieczna

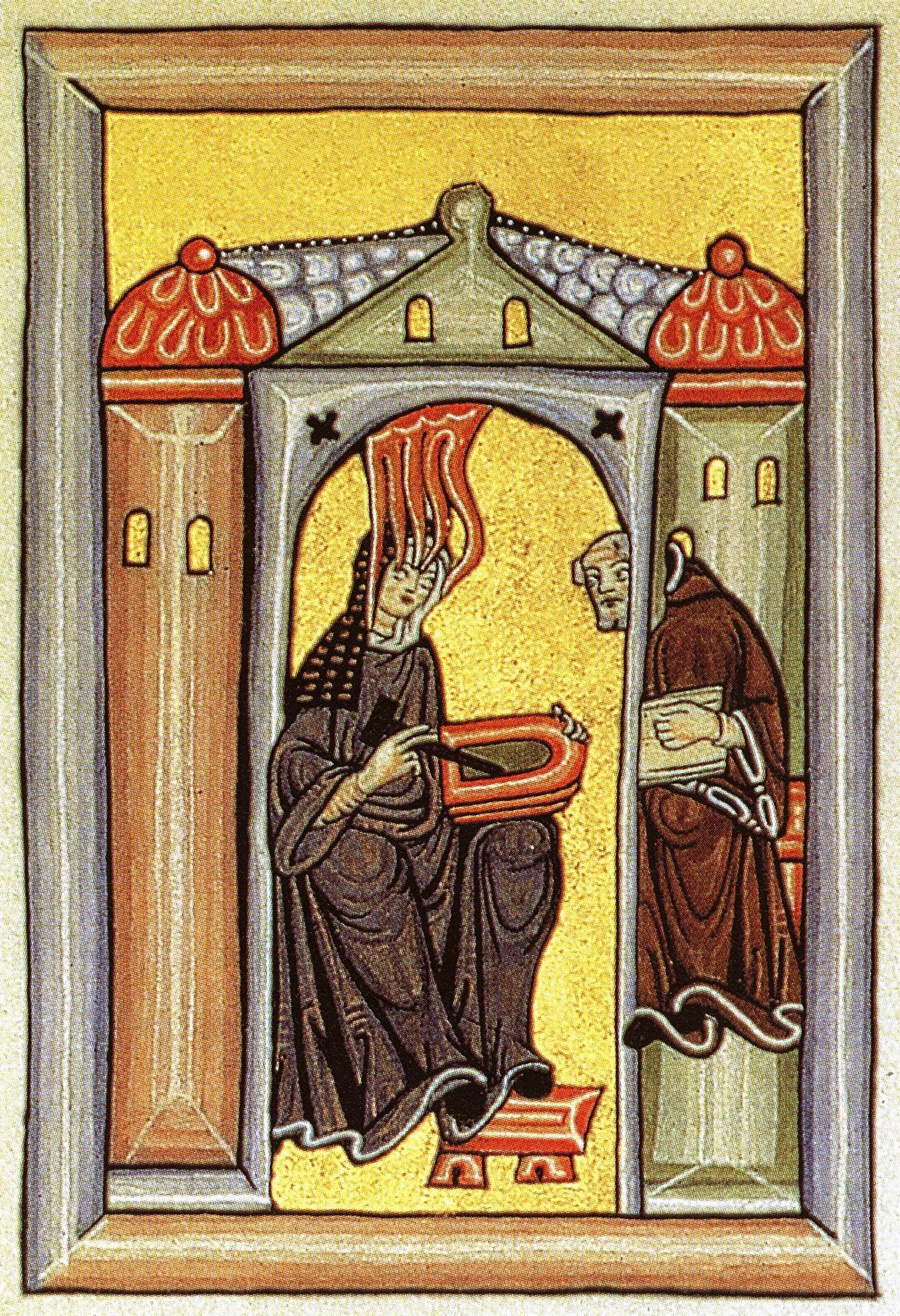
Hildegarda z Bingen

W średniowiecznej Europie nieliczne kobiety miały dostęp do edukacji uniwersyteckiej (na obszarze dzisiejszych Włoch). Włoska lekarka Trotula di Ruggiero miała przydzieloną katedrę w Schola Medica Salernitana, gdzie uczyła szlachetnie urodzone Włoszki. Grupę jej uczennic określa się czasem jako „damy z Salerno”. Jej to też przypisuje się często autorstwo ważnych tekstów medycyny kobiecej: położnictwa i ginekologii. Uniwersytet Boloński pozwalał kobietom uczęszczać na zajęcia od chwili powstania w 1088. Katedrę medycyny w XV wieku prowadziła tam Dorotea Bucca.
Średniowieczne opactwa były kolejnym miejscem edukacji kobiet. Niektóre z nich pozwalały im również na prowadzenie badań naukowych. Przykładem jest tu przełożona klasztoru, Niemka Hildegarda z Bingen (ok. 1151–1158), której liczne dzieła dotyczą różnych dziedzin, w tym medycyny, nauk przyrodniczych i filozofii.

## Rewolucja naukowa (XVI-XVII wiek)
Wieki XVI i XVII w Europie Zachodniej cechowały się rosnącym udziałem kobiet we wszystkich dziedzinach nauki. Jednak kobiety były w dalszym ciągu wykluczone z uniwersytetów i zawodów związanych z działalności intelektualną. Uczone kobiety traktowane były jako nadzwyczajne wyjątki, tak rzadkie, „jak komety”. Ponieważ europejska szlachta interesowała się nauką jako hobby, także szlachcianki mogły brać udział w nieformalnych badaniach naukowych swoich ojców i braci.
We wczesnej nowożytności, ukształtowała się społeczność uczonych europejskich oparta na korespondencji, nazywana rzecząpospolitą uczonych. Uczeni listownie wymieniali się obserwacjami i pracami, przekraczając bariery polityczne, religijne i społeczne. Taka forma uczestnictwa w życiu naukowym dostępna była również kobietom, które choć nadal były marginesem, uczestniczyły w niej na równych prawach. Wśród kobiet należących do rzeczypospolitej uczonych należały m.in. księżniczka czeska Elżbieta, Anna Maria van Schurman, Marie de Gournay czy Bathsua Makin . Do zwiększonego uczestnictwa kobiet w życiu naukowym doszło dopiero w oświeceniu, kiedy zaczęły one prowadzić modne salony, będące ośrodkami życia intelektualnego.
Margaret Cavendish, angielska arystokratka (księżna Newcastle) z XVII wieku, brała udział w niektórych najważniejszych debatach naukowych tego czasu. Była jedną z licznych francuskich i angielskich arystokratek o podobnych zainteresowaniach. Odmówiono jej jednak przyjęcia do Royal Society, chociaż pozwolono jeden raz uczestniczyć w spotkaniu tego towarzystwa naukowego. Napisała wiele dzieł naukowych, m.in. Observations upon Experimental Philosophy (Uwagi o filozofii eksperymentalnej) i Grounds of Natural Philosophy (Podstawy filozofii naturalnej). W tych dziełach krytykowała coraz popularniejsze przekonanie, że ludzkość dzięki nauce stanie się panem Natury.
W bardziej korzystnej sytuacji znajdowały się Niemki. W krajach niemieckich utrwalona była tradycja udziału kobiet w produkcji i w rzemiośle i dzięki temu naukowczynie mogły zajmować się przede wszystkim obserwacją zjawisk natury, szczególnie astronomią. W latach 1650–1710 kobiety stanowiły aż 14% wszystkich astronomów niemieckich. Najsłynniejszą z tych kobiety była Maria Winkelmann. Została wykształcona przez swojego ojca i wuja, a także przez indywidualne zdobywanie wiedzy. Małżeństwo ze znanym pruskim astronomem Gottfriedem Kirchem umożliwiło jej kontynuowanie badań. Została asystentką męża w obserwatorium astronomicznym w berlińskiej Akademii Nauk. Wniosła znaczący wkład, m.in. odkryła kometę. Po śmierci męża ubiegała się o stanowisko asystenta astronoma w tej uczelni, jednak mimo odpowiednich kwalifikacji odmówiono jej tego stanowiska, jako kobiecie bez stopnia naukowego. Członkowie Akademii obawiali się, że zatrudnienie kobiety wywoła negatywne komentarze i da zły przykład.
Problemy Marii Winkelmann z berlińską Akademią odzwierciedlają skalę przeszkód, jakie stały przed kobietami, które pragnęły poświęcić się pracy naukowej, zarezerwowanej głównie dla mężczyzn. Żadna kobieta nie została przyjęta do takich towarzystw naukowych jak „Royal Society of England” i „Francuska Akademia Nauk” aż do XX wieku. Większość ludzi w XVII w. uważała, że jakakolwiek forma działalności naukowej stoi w sprzeczności z obowiązkami domowymi, których wypełniania oczekiwano od kobiet.
Rewolucja naukowa potwierdziła panujące poglądy o naturze kobiet. Większość naukowców wskazała odkrycia w nauce, aby uzasadniać nimi pogląd, że kobiety są z natury gorsze i podległe mężczyznom i nadają się tylko do pełnienia roli „matki karmicielki”. Rozpowszechnienie wydawnictw przyczyniło się do popularyzacji takich poglądów.

## XVIII wiek

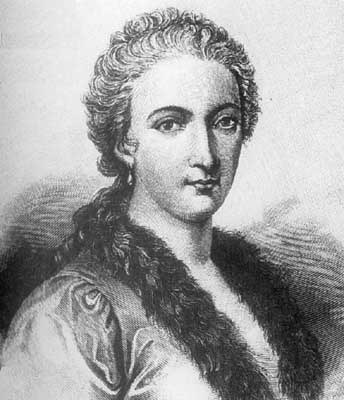
Maria G. Agnesi

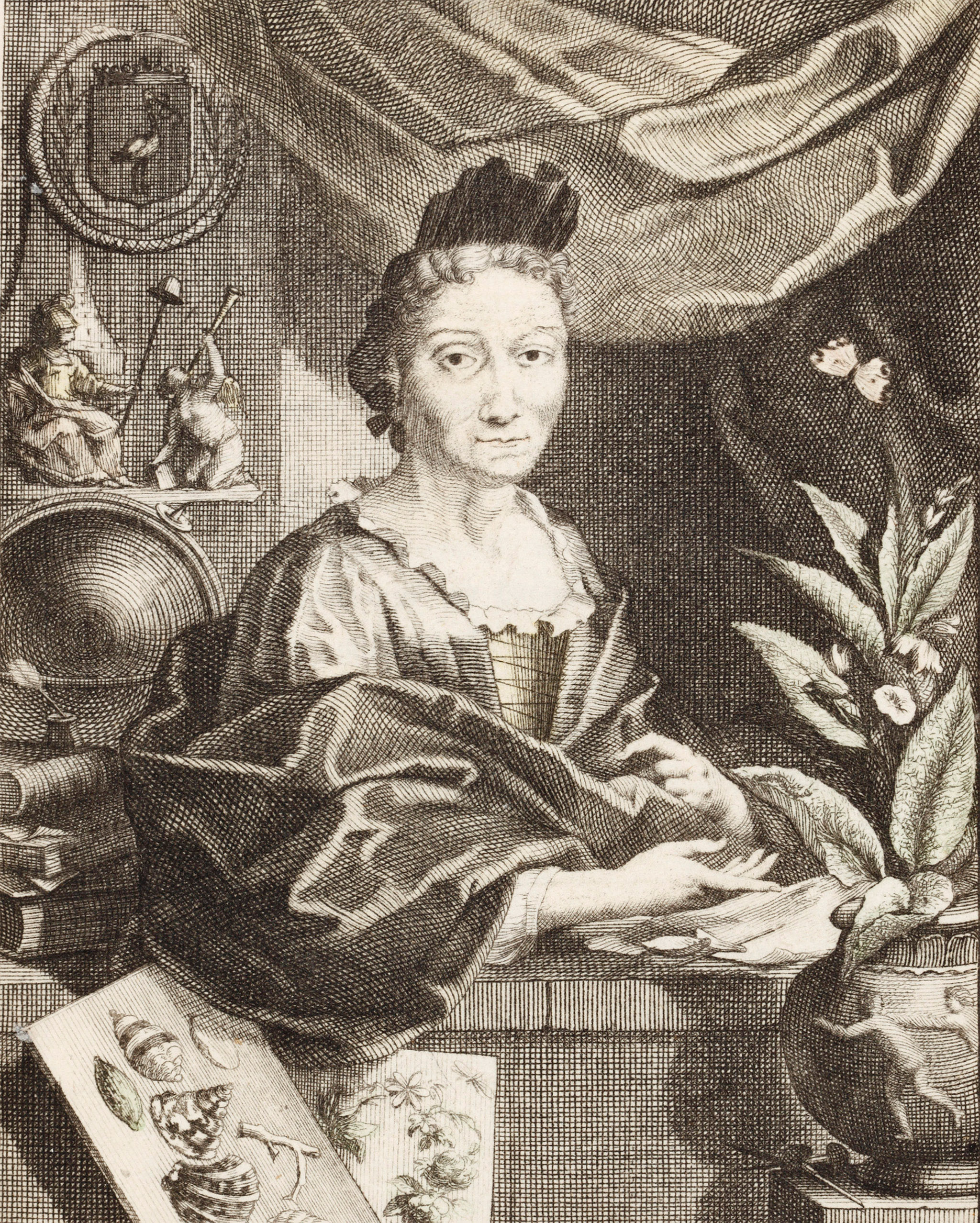
Maria S. Merian

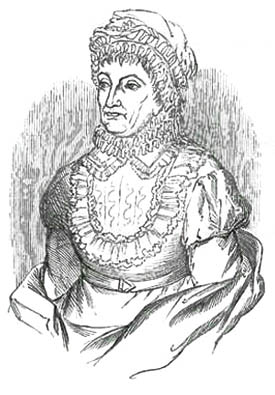
Karolina L. Herschel

Oświecenie przyczyniło się do dalszego zwiększenia udziału kobiet w nauce. Rozwój tradycji salonów literackich, artystycznych i naukowych we Francji spowodował, że częstymi gośćmi byli w nich filozofowie, którzy popularyzowali swoje poglądy na kwestie polityczne, społeczne i naukowe w domach bogaczy i arystokracji. Ponieważ te zebrania były prowadzone przede wszystkim przez kobiety (do których tradycyjnie należała sfera „domowa”), liczne z nich stały się znane z powodu talentu jednocześnie gospodyń domu i uczestniczek dyskusji, skupiających wybitnych intelektualistów tamtej epoki.
Markiza Émilie du Châtelet, przyjaciółka i współpracowniczka Woltera przetłumaczyła na język francuski Principia Newtona i odkryła zasadę zachowania energii oraz wzór powstawania energii kinetycznej.
Laura Bassi była fizyczką i filozofką, pierwszą w historii Europy kobietą, zatrudnioną jako wykładowca wyższej uczelni (Uniwersytetu w Bolonii). Jej następczynią na tej uczelni była Maria Gaetana Agnesi – matematyczka, autorka prac o rachunku całkowym i różniczkowym.
Kobiety mogły zajmować się określonymi dziedzinami nauki jako hobby, np. botanika była typowym przedmiotem zainteresowania kobiet w XVIII w. Jednocześnie kobiety uznawane były za nie dość inteligentne, aby uczestniczyć w debacie na temat klasyfikacji gatunków, ale mogły, wykorzystując istniejące już wzorce, identyfikować i rysować rośliny w wolnym czasie. Rysunek był wówczas uważany za ważną umiejętność dla kobiet i wiele z nich wykorzystywało tę umiejętność do celów naukowych, szczególnie wobec nowych gatunków roślin, przywożonych z wypraw odkrywczych. Maria Sibylla Merian została nawet oficjalnym botanikiem na okręcie w czasie kilku wypraw, podczas których rysowała i katalogowała nowe rośliny. Jednak zwrócono uwagę, że system klasyfikacji roślin Linneusza bazuje na różnicach seksualnych, czyli jest „nieprzyzwoity” i z tego względu w końcu XVIII w. kobiety były zniechęcane do studiowania kwestii rozmnażania roślin z obawy, że będzie to dla nich moralnie szkodliwe.
Pisarka lady Mary Wortley Montagu zaobserwowała sposób rozprzestrzeniania się ospy prawdziwej, podczas pobytu w imperium Osmańskim; napisała i spopularyzowała wiele szczegółowych raportów na ten temat w Anglii w 1717.
Ponieważ wiele eksperymentów i debat naukowych miało miejsce w domach, kobiety łatwiej mogły czynnie uczestniczyć w działalności naukowej swoich mężów i innych członków rodziny. Jedną z najlepiej znanych takich kobiet była Francuzka Marie-Anne Pierrette Paulze, która wyszła za mąż za Antoine Lavoisiera w wieku 14 lat i została jego asystentką w domowym laboratorium. Pani Lavoisier znała język angielski i tłumaczyła nie tylko korespondencję swojego męża z angielskimi chemikami, ale także dzieło Richarda Kirwana Essay on Phlogiston – tekst kluczowy w kontrowersji z angielskimi chemikami, takimi jak Joseph Priestley, na temat natury gorąca w reakcjach chemicznych. Pani Lavoisier pobierała także lekcje rysunku u sławnego malarza Jacques-Louis Davida i osobiście wykonała 14 rycin do rewolucyjnego dzieła swojego męża Traité Élémentaire de Chimie (1789). Pani Lavoisier prowadziła mały, lecz aktywny salon naukowy i korespondowała z wieloma francuskimi naukowcami i naturalistami, którym imponowała swoją inteligencją. Badania naukowe nad naturą gorąca kontynuowała także po zgilotynowaniu jej męża w 1794; wyszła za mąż za Benjamina Thompsona w 1804 i została hrabiną Rumford, ale mąż niechętnie odnosił się do jej kontaktów z innymi naukowcami i do udziału w eksperymentach, co doprowadziło do katastrofalnego rozwodu tego małżeństwa 4 lata później.
Innym znanym przykładem jest angielska astronomka Caroline Herschel, urodzona w Hanowerze, ale mieszkająca w Anglii, gdzie była asystentką swojego brata Williama Herschela. Otrzymała od rządu niewielką pensję w uznaniu swoich zasług (był to jeden z najwcześniejszych przypadków zawodowej pracy zarobkowej kobiet jako naukowców). W latach 1786–1797 odkryła 8 komet i w 1798 w „Royal Society” opublikowała Index to Flamsteed’s Observations of the Fixed Stars, w którym wymieniła ponad 500 pominiętych dotąd gwiazd (była pierwszą w historii kobietą, przedstawiającą pracę naukową w tym towarzystwie). W 1835 wspólnie z Mary Somerville zostały (jako pierwsze kobiety) wybrane na członkinie Królewskiego Towarzystwa Astronomicznego.

## Początek XIX wieku

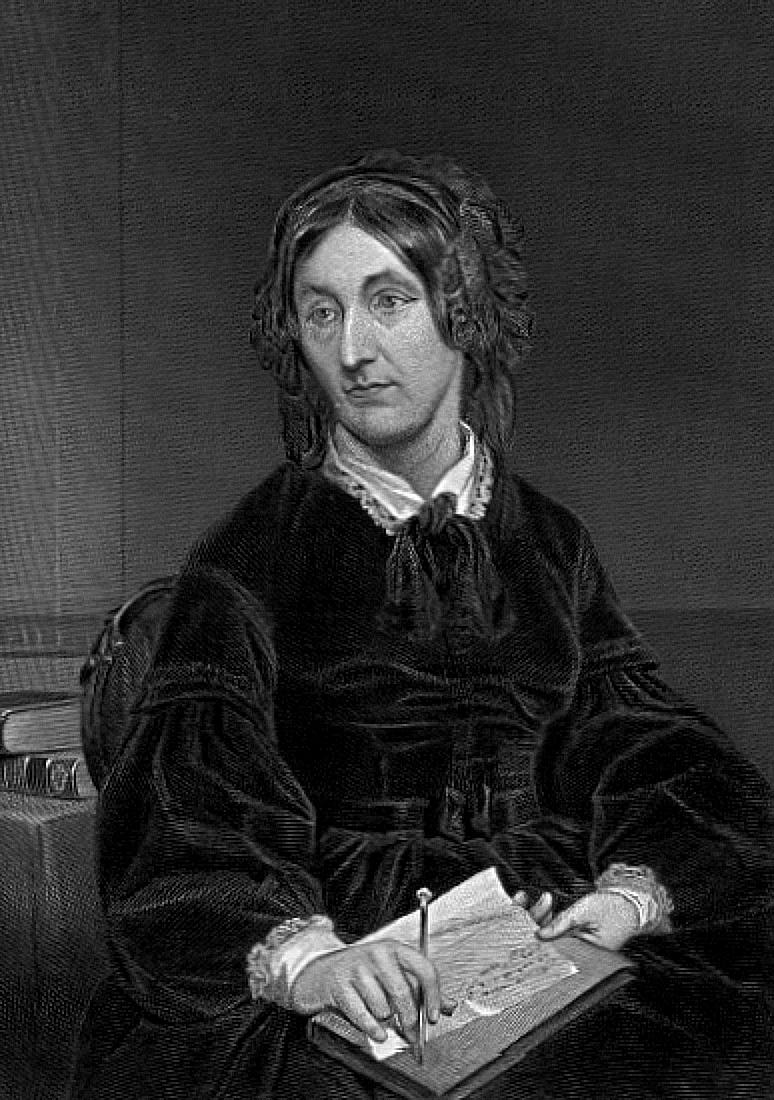
Maria Somerville

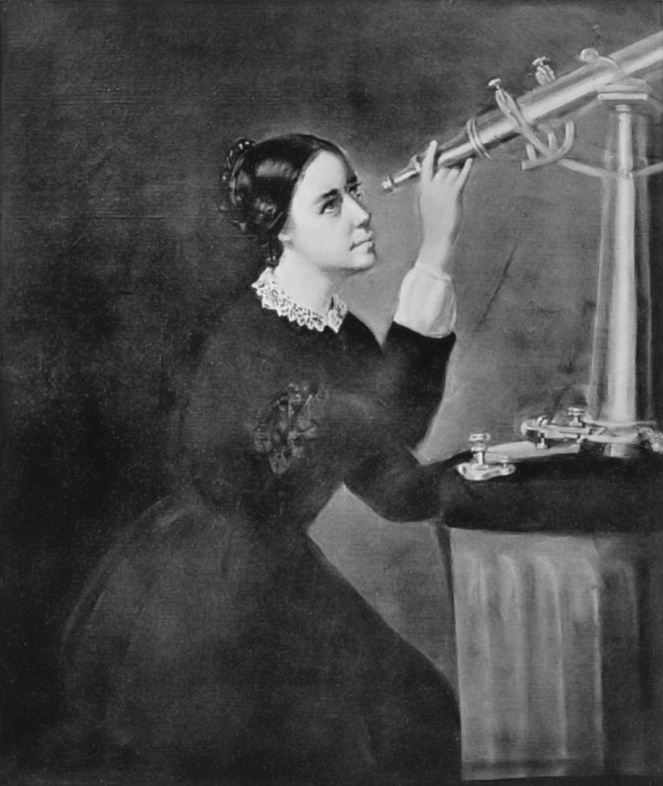
Maria Mitchell

Nauka pozostawała w początkach XIX w. przeważnie dziedziną amatorską. Udział w niej kobiet był ograniczony przez wykluczenie ich z oficjalnej edukacji akademickiej, ale jednocześnie zaczęły zdobywać uznanie, czego wyrazem było przyjmowanie kobiet do towarzystw naukowych.
Szkocka uczona Mary Fairfax Somerville prowadziła eksperymenty dotyczące magnetyzmu i napisała pracę pt. Właściwości magnetyczne promieni fioletowych w spektrum słonecznym, którą w 1826 przedstawiła „Royal Society” (jako druga kobieta). Napisała również kilka prac matematycznych, astronomicznych, fizycznych i geograficznych, a także aktywnie promowała kształcenie kobiet.
Słynna matematyczka angielska lady Ada Lovelace, uczennica Mary Somerville, korespondowała z Charlesem Babbage na temat zastosowań jego maszyny analitycznej (prototypu komputera). W notatkach (1842-1843) załączonych do jej tłumaczenia artykułu Luigiego Menebrea na temat tego urządzenia Lovelace przewidziała szerokie możliwości jego zastosowania jako ogólnoużytkowego komputera, który mógłby nawet komponować muzykę. Uznawana jest za autorkę pierwszego na świecie programu komputerowego, chociaż jest to dyskusyjne.
W niemieckim Kaiserswerth w 1836 utworzono Instytut Diakonis dla kształcenia kobiet w pielęgniarstwie. Elizabeth Fry odwiedziła ten instytut w 1840 i na jego wzór utworzyła Londyński Instytut Pielęgniarstwa, gdzie w 1851 uczyła się Florence Nightingale
W USA Maria Mitchell zyskała sławę jako odkrywczyni komety w 1847, a także pomagała w obliczeniach dla Almanachu Żeglugi, wydanego przez Obserwatorium Żeglugi USA. Była pierwszą kobietą przyjętą do Amerykańskiej Akademii Sztuk i Nauk w 1848 i Amerykańskiego Stowarzyszenia Promocji Nauki w 1850.
Inne znane kobiety-naukowcy tego okresu to:
- w Wielkiej Brytanii: Mary Anning (paleontolożka), Anna Atkins (botaniczka), Janet Taylor (astronomka);
- we Francji: Sophie Germain (matematyczka), Jeanne Villepreux-Power (biolożka morska).

Pierwszą kobietą w historii, która uzyskała dyplom ukończenia studiów wyższych i tytuł zawodowy licencjata (bachelor’s degree) była Amerykanka Catherine Brewer w 1840 r.

## Koniec XIX wieku

### Europa
W drugiej połowie dziewiętnastego wieku powstawało coraz więcej możliwości dostępu do edukacji dla kobiet. Szkoły mające na celu kształcenie dziewcząt podobne do tych dla chłopców powstawały w Wielkiej Brytanii, w tym North London Collegiate School (1850), Cheltenham Ladies’ College (1853) oraz szkoły Girls’ Public Day School Trust (od 1872). Pierwszy w Zjednoczonym Królestwie kobiecy college uniwersytecki, Girton College w Cambridge, powstał w 1869, następne to Newnham College (Cambridge, 1871) oraz Somerville College (Oxford, 1879).
Wojna krymska (1853-1856) przyczyniła się do powstania zawodu pielęgniarki, czyniąc znanym imię Florence Nightingale. W 1860 założyła ona w Londynie pierwszą szkołę pielęgniarstwa, a kolejne według jej zasad powstawały w całym Zjednoczonym Królestwie. Nightingale była też pionierem w ochronie zdrowia publicznego i statystyce medycznej.
Elizabeth Garrett Anderson była pierwszą kobietą, która zdobyła kwalifikacje medyczne. Razem z Sophią Jex-Blake, Amerykanką Elizabeth Blackwell i innymi założyła ona w 1874 pierwszą szkołę medyczną dla kobiet London School of Medicine for Women.
Inne znane kobiece postaci nauki tej epoki to:
- w Wielkiej Brytanii: Hertha Marks Ayrton (matematyczka, inżynier), Margaret Huggins (astronomka), Beatrix Potter (mikolożka);
- we Francji Dorothea Klumpke (astronomka); Maria Skłodowska-Curie (fizyczka, chemiczka, 1898: odkrycie nowych substancji promieniotwórczych zidentyfikowanych później jako rad i polon)
- w Niemczech, Amalie Dietrich (przyrodoznawczyni, biolożka), Agnes Pockels (fizyczka);
- w Rosji: Sofja Kowalewska (matematyczka).

### Stany Zjednoczone
W końcu XIX wieku powstanie pierwszych kobiecych szkół wyższych (licencjackich college) otwierało drogę do edukacji i kariery naukowej dla kobiet. Te kobiece uczelnie wypuszczały nieproporcjonalną liczbę absolwentek, które później zdobywały stopień doktorski (Ph.D.). Wiele college’ów w tym okresie zaczynało przyjmować kobiety i stawało się koedukacyjnymi. Elizabeth Blackwell ze swą siostrą Emily Blackwell i Marią Zakrzewską utworzyła New York Infirmary for Women and Children (1857) oraz Women’s Medical College (1868), szkoły uczące kobiety teorii i praktyki zawodu lekarza. Opublikowała również kilka książek o edukacji medycznej dla kobiet.

## Od 1900 do II wojny światowej

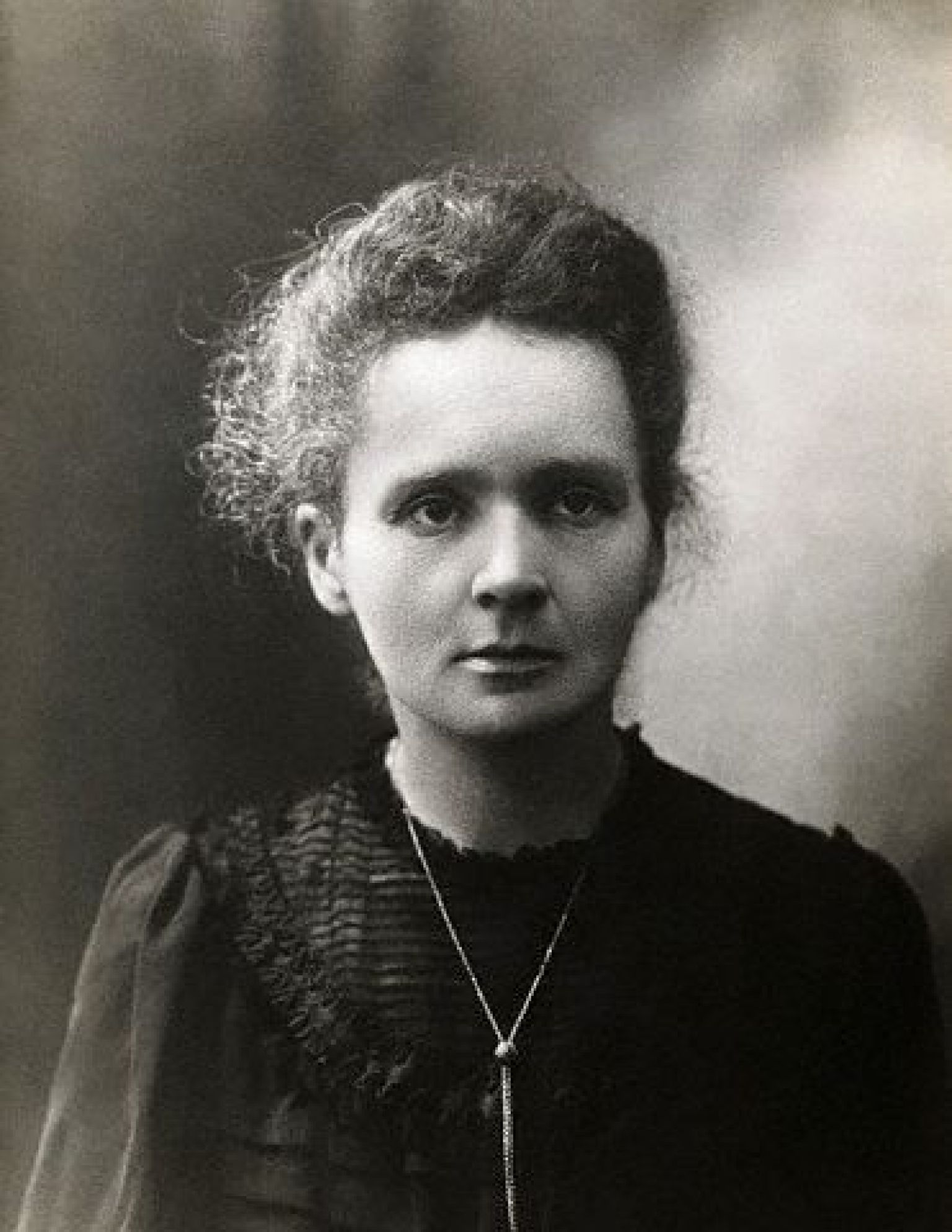
Maria Skłodowska-Curie

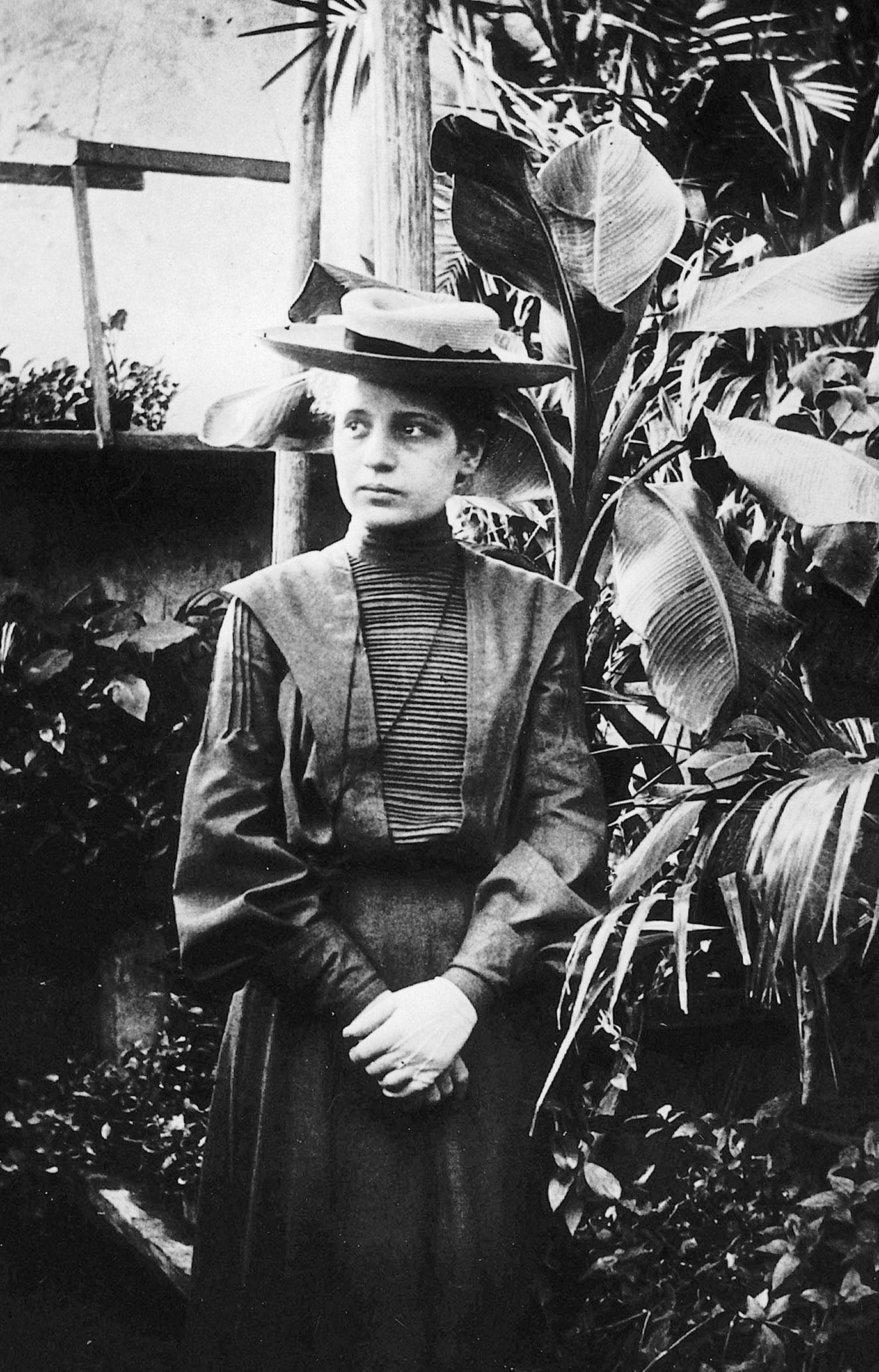
Lise Meitner

### Europa
Odnotowujemy znamienne przykłady znanych kobiet naukowców tego okresu (cztery z nich odkryły nowe pierwiastki chemiczne).
Maria Skłodowska-Curie była Polką i pierwszą kobietą która otrzymała Nagrodę Nobla (1903, fizyka) i jedyną wśród kobiet dwukrotną laureatką (1911, chemia). Obie nagrody za wkład nad badaniem radioaktywności oraz odkrycie polonu i radu. Współpracowały z nią w Paryżu także polskie uczone: Jadwiga Szmidt i Alicja Dorabialska – fizykochemiczka, profesor Politechniki Lwowskiej, a następnie – Łódzkiej.
Lise Meitner blisko współpracowała z Otto Hahnem i pierwsze szkice możliwości podziału jądra atomowego wyszły spod jej pióra. W 1918 wspólnie z Otto Hahnem odkryła pierwiastek protaktyn.
Emmy Noether przyczyniła się do rozwoju programu erlangeńskiego w geometrii. Fizycy do dziś powołują się na jej wyniki jako na twierdzenie Noether. W pracy swej pokazała ona pod jakimi warunkami półgrupa przekształceń Poincarego w ogólnej teorii względności dopuszcza prawa zachowania. Jej artykuł na ten temat został przedstawiony na posiedzeniu organizacji naukowej w Getyndze 16 lipca 1918. Jednakże odczytu dokonał Felix Klein, gdyż Noether nie miała pozwolenia aby występować na posiedzeniu.
Inge Lehmann, duńska sejsmolożka, pierwsza zasugerowała (1936), że wewnątrz ciekłego jądra ziemi znajduje się twarde jądro wewnętrzne.
Ida Tacke Noddack odkryła w 1925 pierwiastek ren, a Marguerite Perey w 1939 odkryła frans.

### Stany Zjednoczone
Około 1900 roku udział kobiet w nauce zwiększył się znacząco dzięki szkolnictwu wyższemu dla kobiet i powstaniu możliwości studiowania na kilku nowych uniwersytetach. Książka Margaret Rossiter: Women Scientists in America (Kobiety-naukowcy w Ameryce) analizuje ten okres, podkreślając pojawienie się nowych możliwości kobiecej pracy naukowej.
Ekonomia gospodarstwa domowego, dziedzina zapoczątkowana w 1908 przez Ellen Swallow Richards stworzyła nowe możliwości dla działalności naukowej kobiet. Richards była współzałożycielką Amerykańskiego Stowarzyszenia Ekonomii Gospodarstwa Domowego, które wydawało pismo Journal of Home Economics i organizowało konferencje. Wydziały tej ekonomii utworzono w wielu uczelniach, szczególnie rolniczych.
Nowe możliwości dla kobiet pojawiły się w botanice i embriologii. W psychologii kobiety otrzymały stopnie doktorskie, jednak zachęcano je do specjalizowania się w psychologii edukacyjnej i dziecięcej oraz do podejmowania pracy w instytucjach klinicznych, takich jak szpitale i agencje opieki społecznej.
II wojna światowa przyniosła więcej nowych możliwości. Biuro Badań Naukowych i Rozwoju pod kierownictwem Vannevara Busha od 1941 zaczęło prowadzić rejestr kobiet i mężczyzn naukowców. Z powodu braku pracowników-mężczyzn (powołanych do wojska), kobiety zyskały możliwość pracy w zawodach dotychczas dla nich niedostępnych. Wiele z nich pracowało nad Projektem Manhattan (m.in. Leona Woods Marshall, Katharine Way i Chien-Shiung Wu) oraz innymi amerykańskimi naukowymi programami wojskowymi.
Także w innych dziedzinach nauki kobiety szukały nowych form zastosowania swojej wiedzy w pracy dla wojska. Trzy specjalistki ds. żywienia: Lydia J. Roberts, Hazel K. Stiebeling i Helen S. Mitchell opracowały w 1941 tzw. „zalecaną rację żywieniową”, aby pomóc grupom cywilów i wojskowych w przygotowaniu programów żywieniowych dla większych grup ludności. Okazało się to niezbędne po wprowadzeniu racjonowania żywności.
Rachel Carson pracowała dla amerykańskiego Urzędu Gospodarki Rybnej, pisząc broszury zachęcające Amerykanów do jedzenia większej ilości ryb i „owoców morza”. Brała także udział w badaniach marynarki wojennej nad techniką i wyposażeniem poszukiwań podwodnych.
Kobiety w psychologii utworzyły Narodową Radę Kobiet Psychologów, która organizowała różne programy wojenne. Przewodniczącą tej organizacji została Florence Laura Goodenough.
W naukach społecznych kilka kobiet brało udział w przygotowaniu „studium ewakuacji i przesiedlenia Japończyków” na Uniwersytecie Kalifornijskim. Programem tym kierowała socjolożka Dorothy Swaine Thomas, która współpracowała z absolwentkami antropologii, takimi jak Tamie Tsuchiyama (jedyna Amerykanka pochodzenia japońskiego w tym programie) oraz Rosalie Hankey Wax.
W Marynarce Wojennej USA kobiety naukowcy prowadziły wiele badań. Planktonolożka Mary Sears opracowała wojskowe techniki oceanograficzne jako kierowniczka Zakładu Oceanografii Urzędu Hydrograficznego. Chemiczka Florence Van Straten pracowała jako inżynier aerologii; badała wpływ warunków atmosferycznych na przebieg walki wojennej. Matematyczka Grace Hopper była jedną z pierwszych programistów komputerowych (dla komputera Mark I). Mina Spiegel Rees, również matematyczka, była głównym współpracownikiem technicznym zespołu matematyki stosowanej w Narodowym Komitecie Badań Obrony Wojennej.
W 1925 absolwentka Uniwersytetu Harvarda Cecilia Payne-Gaposchkin po raz pierwszy udowodniła na podstawie istniejących danych o spektrum gwiazd, że składają się one prawie wyłącznie z wodoru i helu; była to jedna z fundamentalnych teorii astrofizyki gwiezdnej.

## Od II wojny światowej do współczesności
Nina Byers zauważyła, że przed 1976 udział kobiet w fizyce był rzadkością, lecz od tej pory stale się zwiększa.

### Europa
Rosalind Franklin była krystalografką, której badania pomogły wyjaśnić rozbudowane struktury węgla, grafitu, DNA i wirusów. W 1953 jej badania nad DNA przyczyniły się do stworzenia modelu struktury DNA (Watsona i Cricka).
W lipcu 1967 Jocelyn Bell Burnell odkryła istnienie PSR 1919+21 (pierwszego znanego pulsara), co przyczyniło się do zdobycia przez jej promotora Anthony’ego Hewishowa w 1974 Nagrody Nobla w fizyce.

#### Statystyki
W Wielkiej Brytanii w 2005 r. kobiety zajmowały połowę stanowisk na związanych z nauką kierunkach kształcenia na poziomie wyższym (nauka, medycyna, matematyka, informatyka i mechanika) Tym niemniej, istniały wyraźne różnice, uzależnione od płci: kobiety wyraźnie przewyższały liczebnie mężczyzn w biologii i medycynie (szczególnie pielęgniarstwie), podczas gdy mężczyźni dominowali w matematyce, fizyce, informatyce i mechanice.

### Stany Zjednoczone
Badania Barbary McClintock w latach 40. i 50. nad genetyką kukurydzy wykazały transpozycję genetyczną. Chociaż w tamtym czasie niewielu rozumiało znaczenie jej badań, w 1983 uczona otrzymała Nagrodę Nobla z fizjologii i medycyny za swoje badania.
Sulamith Low Goldhaber i jej mąż Gerson Goldhaber stworzyli zespół naukowy, badający K meson i inne wysokoenergetyczne cząsteczki w latach 50.
Zespół naukowców pod kierownictwem Deborah S. Jin w JILA w Boulder, Kolorado w 2003 stworzył pierwszy kondensat fermioniczny, nowy stan materii.

#### Statystyki
Od 1966 liczba kobiet, które otrzymały tytuł licencjata w naukach i inżynierii stale rośnie każdego roku, osiągając 202.583 w 2001 r., czyli około połowę ogólnej liczby. Liczba takich tytułów, przyznanych mężczyznom nie zwiększyła się znacząco od 1976. Liczba absolwentek nauk i inżynierii wzrosła od 1991, osiągając 41% w 2001. Jednak wyraźne różnice istnieją w strukturze zatrudnienia: kobiety stanowiły w 2001 r. 3/4 studentów psychologii, ale tylko 30% studentów informatyki i 20% inżynierii. Zarówno liczba, jak i procent stopni doktoranckich w naukach i inżynierii, przyznanych kobietom, stale zwiększają się: od 8% w 1966 do 37% w 2001. Liczba stopni doktorskich przyznanych mężczyznom osiągnęła maksimum w 1996 i od tej pory maleje. Kobiety ze stopniem doktora nauk lub inżynierii były w 2001 zatrudnione przede wszystkim w edukacji, a w znacznie mniejszym stopniu niż mężczyźni w biznesie lub przemyśle. Niedawno opublikowana książka Athena Unbound przedstawiła analizę (opartą na wywiadach i badaniach) przebiegu kształcenia i zatrudnienia kobiet-naukowców od wczesnego dzieciństwa, przez wykształcenie wyższe i karierę akademicką. Książka zawiera następującą tezę: Kobiety, aby zacząć karierę naukową i osiągnąć sukces, spotykają się ze szczególnym ciągiem przeszkód, związanych z płcią, które nadal trwają, pomimo niedawnych postępów.
Od lat siedemdziesiątych kobiety objęte są tzw. affirmative action, przedsięwzięcia dyskryminującego (tzw. dyskryminacja pozytywna) mężczyzn mającego wesprzeć kobiety w sferze edukacyjnej i naukowej.

## Podsumowanie
Kobiety wniosły wkład w naukę, technologię i medycynę od starożytności aż do dzisiaj. Jednak pozbawienie kobiet możliwości formalnego kształcenia się, szczególnie od około 1600 r. do końca XIX wieku, poważnie ograniczyło udział kobiet w nauce. Możliwość działalności naukowej dla kobiet wiązała się często z przynależnością do arystokracji, z powiązaniami rodzinnymi lub przynależnością do społeczności izolowanych (np. sekt religijnych).

Jednym ze sposobów angażowania się kobiet w badania naukowe było uprawianie „domowych” lub „kobiecych” dziedzin, za jakie uznawano sztukę, tłumaczenie z języków obcych i pisarstwo. Także wojny często stwarzały nowe możliwości dla kobiet.
Umożliwienie dostępu do wykształcenia wyższego, a także rządowe wsparcie w XX wieku, przynajmniej w USA i Europie, spowodowało zwiększenie udziału kobiet we wszystkich dziedzinach nauki. Jednak kobiety pozostają w wyraźnej mniejszości w dziedzinach ścisłych, zwłaszcza w matematyce, fizyce, informatyce i mechanice.

## Lista znanych uczonych
Lista zawiera wszystkie poznane nazwiska kobiet będących naukowcami, które urodziły się do 1850 roku lub których wkład w rozwój nauki jest uznawany za znaczący, np. potwierdzony wyróżnieniami i nagrodami (w tym Nagrodą Nobla). Nazwiska są ułożone według kolejności urodzenia kobiet.

### Starożytność
- Acca Larentia (około 634 p.n.e. Rzym) – ginekolożka
- Aganice (około 1878 p.n.e. Egipt) – filozofka i astronomka faraona Sesostrisa
- Aglaonike (Grecja) – astronomka
- Arete z Cyreny (Grecja) – filozofka i nauczycielka filozofii
- Ban Zhao (Chiny) – historyczka
- Diotyma (Grecja) – wykładała filozofię, jej uczniem był Sokrates
- Enheduanna (około 2354 p.n.e., Mezopotamia) – pierwsza kobieca pisarka w historii literatury
- Gargi (Indie) wymieniona w Wedach jako znana filozofka
- Hipparchia (Grecja) – filozofka
- Hypatia z Aleksandrii – matematyczka
- Lasthenia (Grecja) – filozofka
- Maritraji (Indie) – filozofka
- Penthesilea (około 1187 p.n.e.) – legendarna wynalazczyni topora
- Periktione (VI w. p.n.e., Grecja) – filozofka, uczennica Pitagorasa
- Xi Lingshi (około 2640 p.n.e., Chiny) – legendarna cesarzowa, miała odkryć proces produkcji jedwabiu
- Shi Dun (około 105 n.e., Chiny) – cesarzowa, wspólnie z Cai Lunem wynalazła metodę produkcji papieru z kory morwy
- Sonduk (około 630 n.e. Korea) – astronomka
- Theano (Grecja) – filozofka
- Themista(inne języki) (IV w. p.n.e., Grecja) – filozofka
- Maria Żydówka (I wiek n.e.) – chemiczka i wynalazczyni

### XI wiek
- Hildegarda z Bingen

### XII wiek
- Herrad
- Lilovarti (Indie) – matematyczka

### XIII wiek
- Bettina Gozzadini – prawniczka, wykładała na Uniwersytecie Bolońskim w 1236 r.

### XIV wiek
- Dorotea Bucca (1360-1436) – kierowała katedrą medycyny Uniwersytetu Bolońskiego

### XVI wiek
- Sophia Brahe – astronomka
- Tarquinia Molza (1542-1617) – filozofka, w uznaniu zasług otrzymała honorowe obywatelstwo Rzymu dla siebie i swoich potomków

### XVII wiek
- Margaret Cavendish – filozofka
- Maria Cunitz – śląska astronomka
- Elżbieta Koopman Heweliusz – pierwsza polska astronomka
- Maria Margarethe Kirch – astronomka
- Maria Sibylla Merian – entomolożka
- Elena Cornaro Piscopia – matematyczka i filozofka, pierwsza kobieta, która otrzymała stopień naukowy doktora.

### XVIII wiek
- Maria Gaetana Agnesi – matematyczka
- Maria Angela Ardinghelli – fizyczka
- Eleonora Barbapiccola – filozofka
- Laura Bassi – fizyczka
- Clelia Borromeo – filozofka i matematyczka
- Jane Colden – botaniczka
- Juana Inés de la Cruz – pisarka i astronomka
- Émilie du Châtelet – fizyczka
- Maria Dalle Donne – lekarka
- Jeanne Dumée – astronomka
- Sophie Germain – matematyczka
- Catherine Green – wynalazczyni
- Caroline Herschel – astronomka
- Josephine Kablick – paleontolożka
- Nichole-Reine Lepaute – astronomka
- Martha Daniell Logan – pisarka-ogrodniczka
- Anna Morandi Manzolini – anatomka
- Sybilla Masters – wynalazczyni
- Eliza Lucas Pinckney(inne języki) – wynalazczyni techniki uprawy indygowca w Ameryce
- Cristina Roccati – fizyczka
- Mary Somerville – fizyczka
- Jeanne Villepreux-Power – biolożka morska

### XIX wiek
- Mary Anning – paleontolożka
- Anna Atkins – botaniczka i fotografka
- Hertha Marks Ayrton – matematyczka
- Sara Josephine Baker – chirurżka
- Elizabeth Blackwell – lekarka
- Elizabeth Bragg – inżynierka
- Elizabeth Knight Britton – botaniczka i briolożka
- Mary E. Britton – lekarka
- Mary Whiton Calkins – psycholożka i filozofka
- Annie Jump Cannon – astronomka
- Cornelia Clapp – zoolożka i biolożka morska
- Alice Fletcher – etnografka
- Williamina Fleming – astronomka
- Kate Gleason – inżynierka
- Margaret Lindsay Huggins – astronomka
- Mary Putnam Jacobi – lekarka
- Dorothea Klumpke – astronomka
- Zofia Kowalewska – matematyczka
- Bertha Lamme – inżynierka
- Henrietta Leavitt – astronomka
- Ada Lovelace – matematyczka
- Margaret E. Matlby – fizyczka
- Lise Meitner – fizyczka
- Maria Mitchell – astronomka
- Florence Nightingale
- Emmy Noether
- Beatrix Potter
- Ellen Swallow Richards(inne języki)
- Caterina Scarpellini(inne języki)
- Lydia White Shattuck(inne języki)
- Maria Skłodowska-Curie
- Nettie Stevens
- Ida Tacke-Noddack
- Janet Taylor
- Lucy Hobbs Taylor(inne języki)
- Mary Walker(inne języki)
- Margaret Floy Washburn(inne języki)
- Sarah F. Whiting
- Dorothy Wrinch(inne języki)

### XX wiek
- Madelaine Barnothey
- Olive Ann Beech(inne języki)
- Ruth Benedict
- Margaret Burbidge
- Deborah Crocker
- Rosalind Elsie Franklin
- Evelyn Boyd Granville(inne języki)
- Anna J. Harrison(inne języki)
- Dorothy Crowfoot Hodgkin
- Grace Hopper
- Sethanne Howard(inne języki)
- Irène Joliot-Curie
- Esther Lederberg
- Nor Mahal
- Maria Göppert-Mayer
- Anna Wierzbicka – lingwistka
- Barbara McClintock
- Maud Menten(inne języki)
- Christiane Nüsslein-Volhard
- Donna Osif
- Cecilia Payne-Gaposchkin
- Sophia Pereyaslaw(inne języki)
- Georgia Dwelle Rooks
- Patsy Sherman
- Maria Telkes
- Mary Olliden Weaver
- Chien-Shiung Wu
- Rosalyn Yalow